# Emily Carr

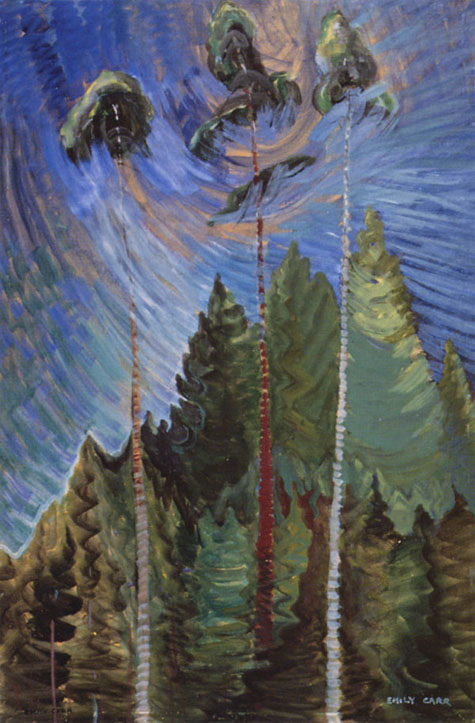
Obraz Odds and Ends

Emily Carr (ur. 13 grudnia 1871, zm. 2 marca 1945) – kanadyjska malarka i pisarka. 

## Życiorys
Urodziła się w Victorii (Kolumbia Brytyjska), a po śmierci rodziców w 1890 przeprowadziła się do San Francisco, gdzie rozpoczęła studia artystyczne. W 1899 wyjechała do Anglii, gdzie kontynuowała studia na Westminster School of Art w Londynie oraz różnych szkołach w Kornwalii, Bushey, Hertfordshire, San Francisco. W 1910 przez rok studiowała sztukę na Akademii Colarossiego w Paryżu. Potem wróciła do Kolumbii Brytyjskiej.

## Twórczość
E. Carr malowała głównie naturę i motywy z kultury Indian kanadyjskich. Rozgłos zdobyła w 1927 roku, kiedy jej prace zostały wystawione w Kanadyjskiej Galerii Narodowej, wcześniej jej dzieła były niezauważane. Napisała kilka książek (w tym Klee Wyck, The Book of Small).
Carr dużą część swej twórczości poświęciła na malarski zapis historii i kultury plemion indiańskich wybrzeża zachodniego Pacyfiku. Pływała po cieśninach i fiordach wyspy Vancouver oraz w kierunku Haida Gwaii, robiąc szkice i obrazy olejne starych wiosek indiańskich oraz życia ich mieszkańców. Szczególnym zainteresowaniem malarki były totemy indiańskie.
Stała kolekcja jej prac znajduje się w Vancouver Art Gallery i Muzeum Prowincjonalnym w Victorii. Jedna z głównych szkół artystycznych w Vancouver nosi jej imię (Emily Carr Art College).